# Parque Biblioteca San Javier
El Parque Biblioteca Presbítero José Luis Arroyave, más conocido por su ubicación como Parque Biblioteca San Javier es un parque biblioteca ubicado en San Javier (al occidente de Medellín), con acceso a la estación San Javier. Fue el primero de los parques biblioteca en ser abierto al público, en diciembre de 2006, y su diseño se basa en cajas de contenedores fabricadas en concreto vaciado dispuestas de manera escalonada.